# Can Pujolriu
Can Pujolriu és una casa de Tavertet (Osona) inclosa a l'Inventari del Patrimoni Arquitectònic de Catalunya.

## Descripció
Casa de carrer aïllada, és de planta rectangular coberta a dues vessants, amb el carener perpendicular a la façana. El portal és rectangular amb la data 1777 inscrita a la llinda; a la planta s'hi obren també dues finestres, un balconet amb barana de fusta al primer, i una finestra. A la part de llevant hi ha un mur arrodonit que tanca el clos del jardí de la casa. Al sector nord, hi ha un cos que es recolza damunt la tanca de pedra i a nivell del primer, s'hi obre un porxo amb grosses jàsseres de fusta i cobert a dues vessants. A ponent els ràfecs tenen un ampli voladís i s'hi obre una finestra rectangular.

## Història
Aquesta casa, com moltes de les de Tavertet, és fruit de l'època d'expansió demogràfica i d'afany reconstructor que dominà la pagesia catalana durant els segles XVII i XVIII, fet que en el cas de Tavertet, queda palès en l'ampliació de l'església romànica durant aquesta mateixa època. El topònim de Pujolriu el trobem en una àmplia masia del Collsacabra, dins el terme de Pruit, possiblement alguna branca d'aquella família s'establí a Tavertet però no es té prou constancia.